# ロックーン

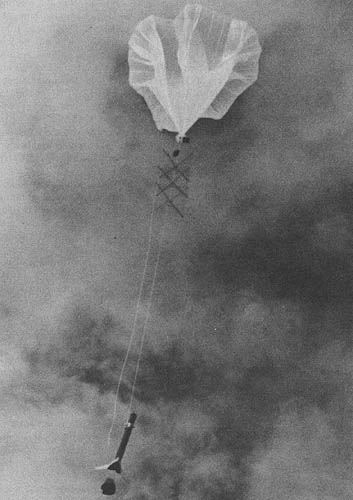
気球から吊り下げられたディーコン

ロックーン（英：Rockoon）とは気球による空中発射ロケットである。名称は rocket と balloon に由来する。主に観測ロケットや技術試験ロケットの打ち上げ方式として用いられる。

## 概要
1949年3月1日に構想が公表された。基本的な枠組はリー・ルイス中佐、G.ハルバーソン中佐、S.フレッド・ジンガー、ジェームズ・ヴァン・アレンらによってエアロビー発射実験を行うノートン・サウンド号の航海中に考案されたものである。
当時の観測ロケットの多くが液体燃料ロケットであったが、これには費用が高い、取扱いが難しい等の欠点があり、エアロビーのように誘導装置を装備せずに空力によって姿勢安定を保つロケットの場合には、点火後の加速が小さいことから大きなランチャが必要となる等の問題もあった。これらの欠点の克服のために、構造が単純で取扱い易く、費用が安い固体燃料ロケットが用いられるようになる。これには点火直後の速度が速いために大きなランチャが必要ないという利点もあったが、同時に低高度飛翔時には空気抵抗が大きいという欠点も存在した。双方の欠点を克服し、それまで以上の高度性能を発揮する方法として考案されたものの1つがロックーンであった。これは、低高度においては気球を用いて上昇することで空気抵抗を回避し、その気球から吊り下げられたロケットをある高度に達したら発射するというものであった。これによって固体燃料ロケットは空気に邪魔をされずその性能を十分に発揮できるようになる。気球で上昇するという特性から、より小型のロケットが用いられるようになり、初期のロックーンのペイロードはあまり大きくならなかった。
ロックーンの実験は1952年から前述のヴァン・アレンらとアイオワ大学のグループによってディーコンを用いて始められた。翌1953年には高度100kmを越え、後にエクスプローラー1号によって発見されるヴァン・アレン帯の存在を示唆する観測成果をあげた。

## 日本におけるロックーン
糸川英夫を中心として東京大学原子核研究所ロクーン委員会が国際地球観測年(IGY)において観測ロケットによる高層物理観測を行うことを目標として1956年から1959年まで飛翔実験を行った。しかし、IGY期間中に予定していた高度に到達できなかったことから、同大学生産技術研究所AVSA班（後の宇宙科学研究所）に開発は引き継がれた。1961年のΣ-4-2において当初計画の高度100kmが達成されたが、コスト面から以後の開発は中止された。1956年から1961年まで飛翔数は累計19機であった。他には有翼飛翔体 HIMES の再突入実験機を打ち上げる方法として1988年と1992年の実験において用いられた。
日本の初期のロックーン開発においては観測ロケットとしての利用の次段階として「サティルーン(satellite balloon)計画」と呼ばれる人工衛星打ち上げ用ロックーンも検討されていた。しかし、シグマロケットの開発難航のために実現しなかった。
2018年度から株式会社アクシスが中心となり、液体式小型ロケット・100kg級小型衛星の一体型開発モデルの構築・サブスケールロケットを使用した空中発射システム試験・成層圏気球用バルーンスラスタの設計開発を目指す「液体式小型ロケット空中発射事業に於ける発射装置の研究開発を目標とする「やまぐち空中発射プロジェクト」を行っている。
福島県の民間企業AstroXは気球を使い、高度20kmの成層圏からのロケット打ち上げを2028年度の実用化を目指している。同社は2022年12月10日にモデルロケットを使い、世界初の方位角制御を行うロックーン方式の打ち上げに成功している。

## ロックーンの一覧

### アメリカ
- ディーコン・ロックーン
- ロキ・ロックーン
- ディーコン・ロキ・ロックーン
- ファーサイド
- ホーク・ロックーン
- ロックーンズ - JP Aerospaceのロックーン。"The Stack"と呼ばれるシステムを用いる。

### 日本
- ベビーロケット
- アルファロケット
- シグマロケット
  - Σ-1
  - Σ-2
  - Σ-3
  - Σ-4
- 有翼飛翔体 HIMES 再突入実験機

### カナダ
- ワイルド・ファイア MKVI - Ansari X Prizeにおいてスペースシップワンと競合したダヴィンチプロジェクトの有人ロックーン。

### イギリス
- マートレット - 高度150kmに達するCU Spaceflightの観測用ロックーン。

### ルーマニア
- ハース(Haas) - ルーマニア航空宇宙協会(ARCA)がGoogle Lunar X PRIZEへ向け、ELE計画において開発しているロックーン。名称はコンラッド・ハースにちなむ。
- ヘレン(Helen) - ARCAがハースの技術実証試験を目的として開発した3段式ロックーン。上段をテザーで吊り下げるという独特の構成をもつ。
- スタビロ(Stabilo) - ARCAが開発中の弾道飛行を目的とした有人ロックーン。

## 航空法
日本国内では航空法に基づき、ロックーンを打ち上げる空域によっては、打ち上げる事が禁止される場合、または打ち上げる場合に事前に国土交通大臣への届出が必要な場合がある。（制限表面）